# Mathurin Moreau

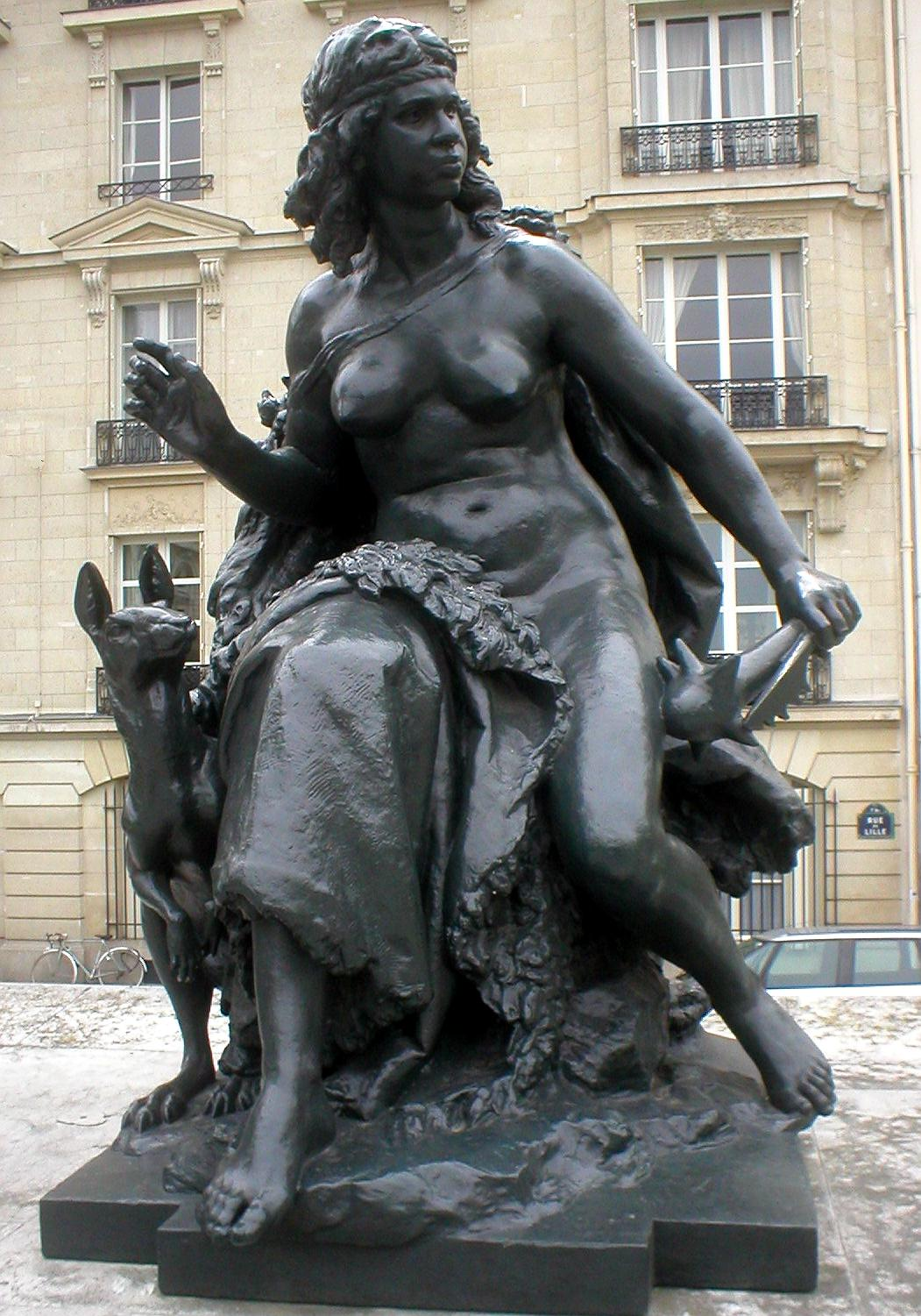
L'Océanie - Musée d’Orsay

Mathurin Moreau (* 18. November 1822 in Dijon; † 1912 in Paris) war ein französischer Bildhauer.

## Leben
Sein Vater war der Bildhauer Jean-Baptiste Louis Josephe Moreau, der sich in Dijon bereits einen Namen als Bildhauer gemacht hatte. Außer bei seinem Vater war Mathurin Moreau auch Schüler bei Jules Ramey und Augustin-Alexandre Dumont. Mathurin Moreau schuf Denkmäler in Angers, Beaune, Dijon, und Nuits-Saint-Georges. Für die Kirchen St. Augustin und La Trinité in Paris schuf er zahlreiche Skulpturen; ebenso für die Pariser Repräsentationsbauten, wie etwa für die Pariser Oper. Darüber hinaus befinden sich Werke von der Hand des Mathurin Moreau in den Museen von Dijon und Marseille sowie im Heeresgeschichtlichen Museum in Wien.
Schon seit den 1970er Jahren werden Moreaus Skulpturen auf Auktionen und Messen im vier- bis fünfstelligen Dollarbereich gehandelt.

## Werke (Auszug)
- Zwei-Figurengruppe Fiancée du Soldat, 1910, Zinkhohlguss, bronziert und patiniert, 19 × 15 × 18 cm, Heeresgeschichtliches Museum, Wien
- Spinnerin (Marmor)
- Primavera (Bronze)
- Phryne